# Neferhotep (Erster Schreiber des Amun)
Neferhotep (auch Nefer-hotep) war im 14. Jahrhundert v. Chr. unter Eje II. Erster Schreiber des Amun. Seine Eltern Nebi und Jui hatten die Ämter Diener des Amuns inne. Gemahlin des Neferhotep war Merit-Re. Neferhoteps Grab trägt heute die Bezeichnung TT49 und befindet sich im thebanischen el-Chocha.
In den zahlreichen Grabinschriften wird unter anderem Bezug auf das Tal-Fest genommen. Außergewöhnlich war in diesem Zusammenhang der Standort der Statue des Amun, die nicht im Totentempel von Eje II. platziert war, sondern im Totentempel von Thutmosis III. stand.